# Либораждеа
Либораждеа (рум. Liborajdea) је насеље у општини Сикевица, округ Караш-Северен у Румунији. Налази се на надморској висини од 93 м.

## Историја
По "Румунској енциклопедији" место је једно од 17 заселака Сичевице. У њему је почетком 20. века било 80 кућа и 174 становника (1910). Статус самосталног насеља стекло је 1956. године.

## Становништво
Према подацима из 2002. године у насељу је живело 43 становника, од којих су сви румунске националности.